# 구자균
구자균(具滋均, 1957년~)은 LS ELECTRIC 대표이사 회장을 지내고 있는 대한민국의 기업인이다.

## 약력
- 1976년 중앙고등학교 졸업
- 1982년 고려대학교 법학과 졸업
- 1985년 텍사스대학교 대학원 국제경영학 석사
- 1990년 텍사스대학교 대학원 경영학 박사(기업재무)

## 경력
- LS그룹, ELECTRIC 사업부문 회장, LS ELECTRIC 대표이사 CEO 회장
- 한국스마트그리드협회 회장(現)
- 한국산업기술진흥협회 회장(現)

- 국민대학교 경영학과 교수(1993년)
- 고려대학교 국제대학원 교수(1997년)
- LS산전 관리본부장 부사장(2005년)
- LS산전 대표이사 사업본부장 사장(2007년)
- LS산전 대표이사 CEO 사장(2008년)
- LS산전 대표이사 CEO 부회장(2010년)

- 한국표준협회 이사
- 한국능률협회 이사
- 한국전기산업진흥회 부회장
- 기초전력연구원 이사
- CIGRE 한국위원회 부위원장
- 국가표준심의회 민간위원
- 전국경제인연합 300만 고용창출위 자문위원

## 가족 관계
- 아버지 구평회 (1926년 ~ 2012년)
- 어머니 문남 (1927년 ~ )
  - 형님 구자열 (1953년 ~ )
  - 형님 구자용 (1955년 ~ )
  - 여동생 구혜원 (1959년 ~ )